# Zvolen
Zvolen (în germană Altsohl, în maghiară Zolyom) este un oraș în Slovacia centrală, situat aproape de Banská Bystrica, pe râul Hron. Are 42.000 locuitori (1991). Este capitala unui district (okres). Orașul are un centru istoric cu un castel vechi.
La Zvolen sunt înhumați 10.384 militari români căzuți în luptele pentru eliberarea Cehiei și Slovaciei.

## Demografie
| An:                | 1994   | 2004   | 2014   | 2024   |
| ------------------ | ------ | ------ | ------ | ------ |
| Număr de persoane: | 44.163 | 43.272 | 43.047 | 39.175 |
| Diferență:         |        | −2,01% | −0,51% | −8,99% |

| An:                | 2023   | 2024   |
| ------------------ | ------ | ------ |
| Număr de persoane: | 39.453 | 39.175 |
| Diferență:         |        | −0,70% |

## Personalități născute aici
- Bálint Balassi (1554 - 1594), poet maghiar;
- Vladimír Mečiar (n. 1942), fost premier al Slovaciei;
- Filip Polášek (n. 1985), tenismen slovac.